# Sophie Koner

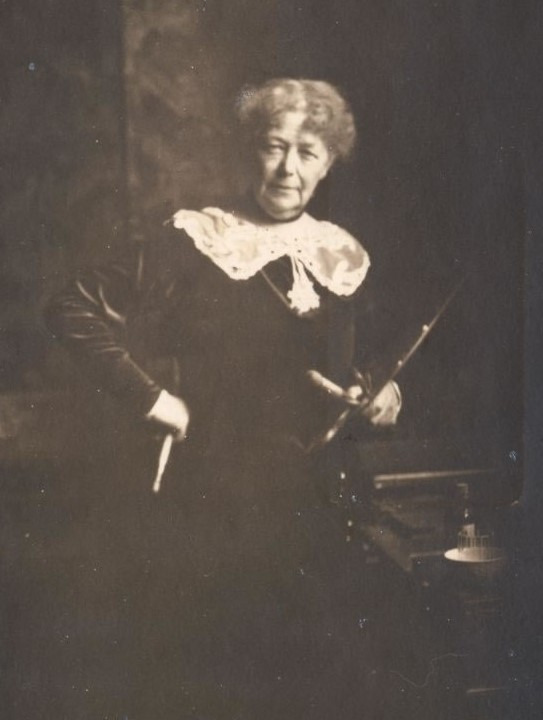
Sophie Koner (1925)

Sophie Koner (geborene Schäffer) (* 13. Juli 1855 in London; † 1. Juni 1929 in Berlin) war eine deutsche Malerin.

## Leben und Werk
Koner lernte das Malen zunächst in Paris bei Émile Auguste Carolus-Duran (genannt Carolus-Duran). Zurück in Berlin belegte sie Kurse bei dem damals sehr populären „Maler der feinen Gesellschaft Preußens“ Max Koner. Schülerin und Lehrer kamen sich auch privat näher. Sie heirateten 1886. Nachdem Max Koner sie mehrfach gemalt hatte, fertigte sie auch ein Porträt von ihm an. Ermuntert durch ihren Mann, stellte sie es 1888 für eine Ausstellung der Akademie der Künste (Berlin) zur Verfügung. Zwischen 1893 und 1920 war sie immer wieder auf den Berliner Ausstellungen vertreten. Außerdem war sie wohl öfter diskret an der Fertigstellung diverser Porträts des vielbeschäftigten Max Koner beteiligt.
Nach dem frühen Tod ihres Mannes spezialisierte sie sich auf Bildnisse von Kindern, wobei sie mit einer weiteren Begabung aufwarten konnte: Sie wusste die kleinen Kinder während des Stillsitzens zu unterhalten, so dass sich die große Familie von Georg Klemperer an keine Proteste erinnern kann.
In Koners Werk finden sich hauptsächlich Kinderbildnisse, aber auch einige Landschaften. Sie bekam einige Preise, darunter 1896 eine Goldmedaille auf der Großen Berliner Kunstausstellung. 
Sophie Koner starb 1929 im Alter von 73 Jahren in Berlin und wurde, wie ihr Mann fast drei Jahrzehnte zuvor, auf dem Friedhof I der Jerusalems- und Neuen Kirche in Kreuzberg beigesetzt. Beide Gräber sind nicht erhalten.

## Galerie

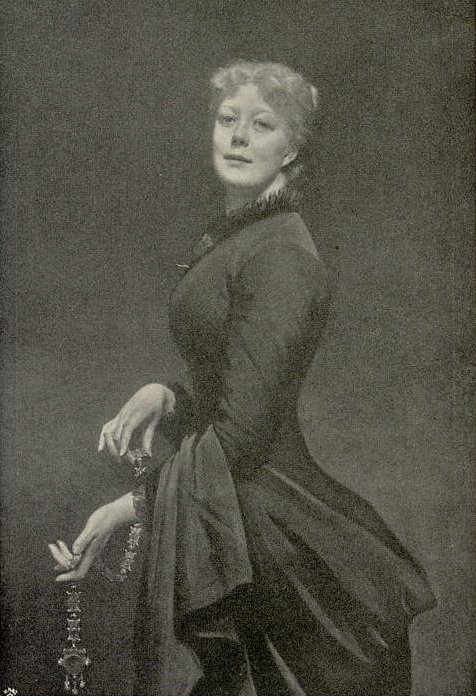
Sophie Koner 1884, gemalt von Max Koner
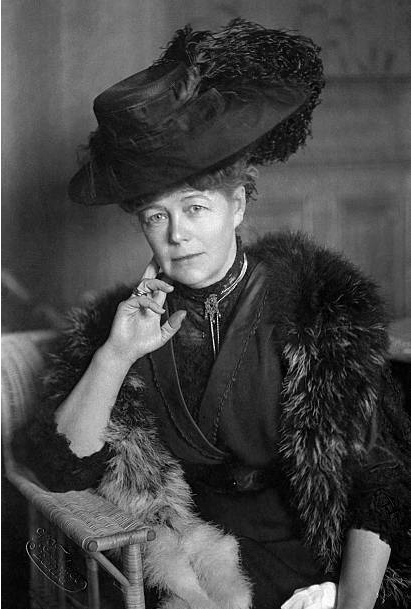
Porträt der Sophie Koner, Wilhelm Fechner
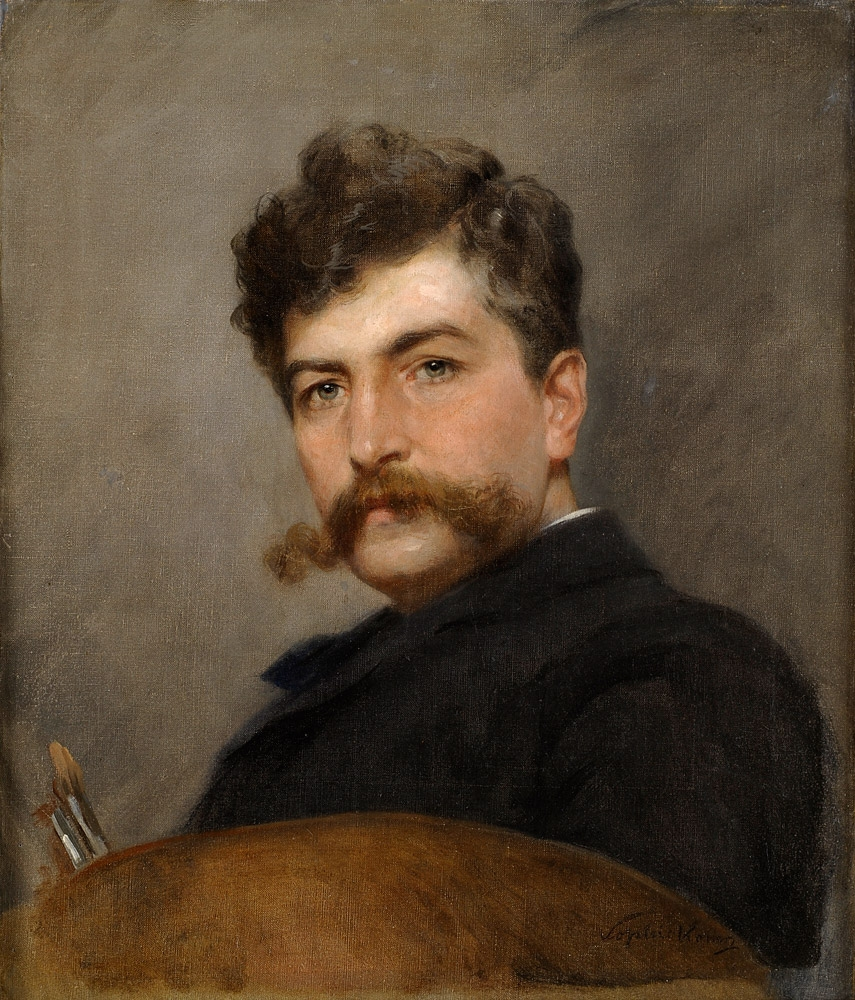
Max Koner, gemalt von Sophie Koner
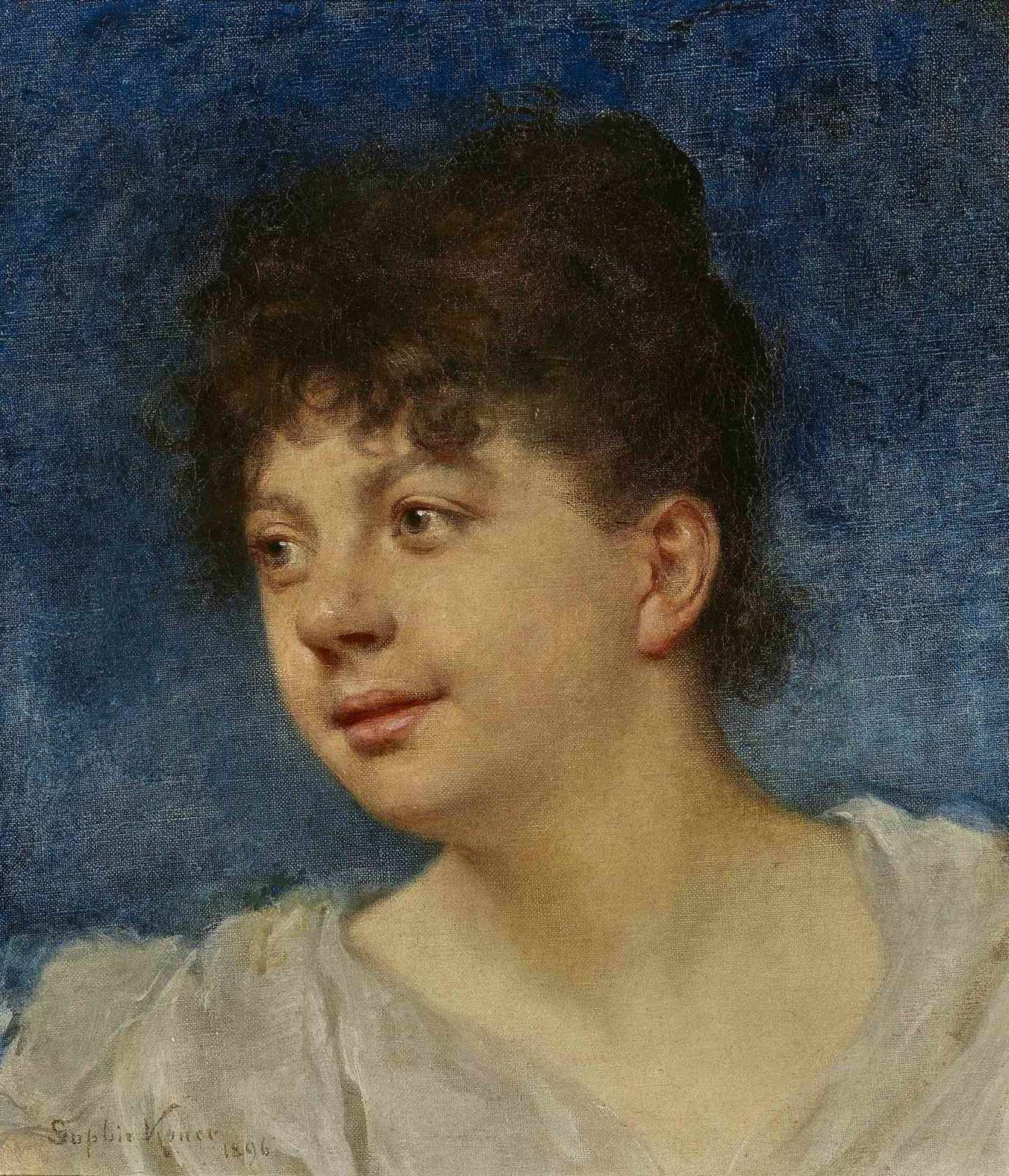
Porträt der Malerin Elfriede Kretschmann-Winckelmann, 1896
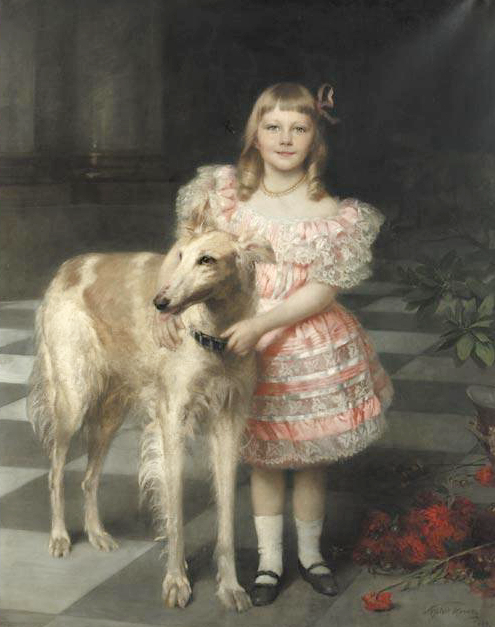
Prinzessin Viktoria Luise von Preußen, 1897
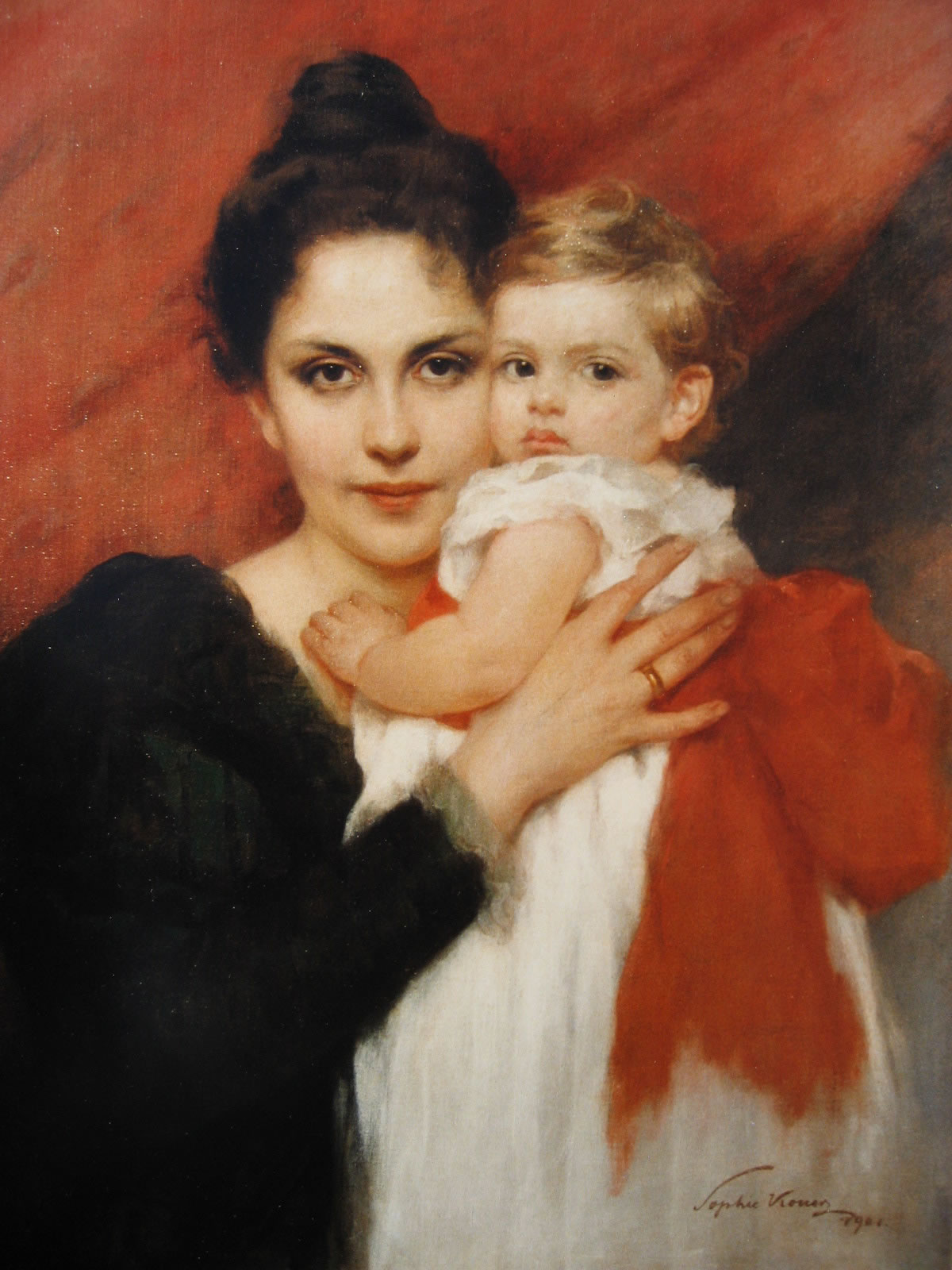
Maria Klemperer mit Sohn Otto, drei Jahre alt, 1901